# Tapete de Sanandaj
O tapete de Sanandaj ou tapete de Senneh é um tipo de tapete persa.
Parece que os tapetes de Sanandaj, de uma incrível delicadeza, surgiram na época de Nadir Shah, depois que os mestres em tecelagem decidiram produzir tapetes mais finos nas oficinas da cidade.

## Descrição
Os motivos mais comuns são o hérati e o boteh, que podem cobrie todo o fundo. A ornamentação também vir também com medalhão central (medalhão claro sobre fundo azul escuro) e o motivo chamado gol-e mirza ali, "flor de mirza ali".
A borda é clássica (uma banda central, duas bandas secundárias) e decorado com motivos hérati, muito lineares. São encontrados também boteh na borda e flores dentro de compartimentos.
O tapete de Sanandaj é também confeccionado em cores escuras como o azul escuro ou vermelho bordô, assim como em tonalidades claras e brilhantes, como o marfim e o amarelo; as cores estão sempre harmoniosamente combinadas.